# Municipio de Key West
El municipio de Key West (en inglés: Key West Township) es un municipio ubicado en el condado de Coffey en el estado estadounidense de Kansas. En el año 2010 tenía una población de 242 habitantes y una densidad poblacional de 1,95 personas por km².

## Geografía
El municipio de Key West se encuentra ubicado en las coordenadas 38°23′51″N 95°44′18″O / 38.39750, -95.73833. Según la Oficina del Censo de los Estados Unidos, el municipio tiene una superficie total de 124.1 km², de la cual 122,81 km² corresponden a tierra firme y (1,05 %) 1,3 km² es agua.

## Demografía
Según el censo de 2010, había 242 personas residiendo en el municipio de Key West. La densidad de población era de 1,95 hab./km². De los 242 habitantes, el municipio de Key West estaba compuesto por el 99,17 % blancos, el 0,41 % eran amerindios y el 0,41 % eran de una mezcla de razas. Del total de la población el 2,07 % eran hispanos o latinos de cualquier raza.